# Сидорівський парк
Сидорівський парк — парк-пам'ятка садово-паркового мистецтва місцевого значення. Об'єкт розташований на території Звенигородського району Черкаської області, село Сидорівка.
Площа — 3,28 га, статус отриманий у 1972 році.